# Ny nord
Ny nord är en dikt från 1911 av den svenske författaren Erik Axel Karlfeldt. Den är en uppmaning till svenskar att värdesätta det nordliga, karga och förhärdande, efter att, enligt diktsubjektet, alltför länge ha idealiserat det sydländska och samtidigt förklenat sig själva. Dikten har sex strofer som vardera består av åtta korsrimmade verser.
Ämnes- och budskapsmässigt ligger den nära Verner von Heidenstams "Åkallan och löfte" från den tolv år tidigare publicerade diktsviten Ett folk. Ny nord skrevs för en ungdomsfest med vinteridrottstävlingar. Tillsammans med "I Mora", även det en tillfällesdikt, introducerar den hälsa och friskhet som ett nytt tema i Karlfeldts diktning. Detta markerar en kontrast mot grubblande och mörka dikter som "Häxorna" och "Höstskog", båda från den direkt föregående samlingen Flora och Pomona.
Ny nord lästes upp vid invigningen av skolungdomens tävlingar den 20 januari 1911. Dagen därpå trycktes den i Svenska Dagbladet under titeln "Kom, nya nord, som vi bida". Den trycktes sedan med den kortare titeln i diktsamlingen Flora och Bellona från 1918. Den har tonsatts av Alice Tegnér.